# شقبان (طائر)
الشقبان (الاسم العلمي: Megapodius) هو جنس من الطيور يتبع الفصيلة الشقبانية من رتبة الدجاجيات.

## أنواع طائر الشقبان
- شقبان برتقالي الأقدام (الاسم العلمي:Megapodius reinwardt)
- شقبان بولينيزي (الاسم العلمي:Megapodius pritchardii)
- شقبان بياك (الاسم العلمي:Megapodius geelvinkianus)
- شقبان تابون (الاسم العلمي:Megapodius cumingii)
- شقبان تنيمباري (الاسم العلمي:Megapodius tenimberensis)
- شقبان ستايري (الاسم العلمي:Megapodius stairi)
- شقبان سولا (الاسم العلمي:Megapodius bernsteinii)
- شقبان غامق (الاسم العلمي:Megapodius freycinet)
- شقبان غينيا الجديدة (الاسم العلمي:Megapodius affinis)
- شقبان فاناتو (الاسم العلمي:Megapodius layardi)
- شقبان فورستيني (الاسم العلمي:Megapodius forstenii)
- شقبان ميكرونيسي (الاسم العلمي:Megapodius laperouse)
- شقبان ميلانيزي (الاسم العلمي:Megapodius eremita)
- شقبان نيكوباري (الاسم العلمي:Megapodius nicobariensis)